# Base aérienne de Dreux-Louvilliers
La base aérienne de Dreux-Louvilliers (en anglais : Dreux-Louvilliers Air Base) est une ancienne base aérienne de l'United States Air Forces in Europe située sur les communes de Crucey-Villages, Maillebois et Louvilliers-lès-Perche, entre les villes de Dreux et Senonches dans le département d'Eure-et-Loir.

## Historique

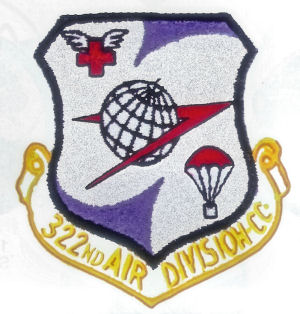
Emblème de la USAF Air Division.

Construite en 1953, la base aérienne OTAN était active jusqu'en 1967.
Elle a été utilisée comme terrain d'exercice par la base aérienne 122 Chartres-Champhol jusqu'en 1997.
Le radar trans-horizon Nostradamus a été installé sur cette base, à partir de la fin des années 1990.

## Parc photovoltaïque
Le site de l'ancienne base a été choisi en février 2011 par le conseil général d'Eure-et-Loir pour accueillir, après dépollution du site (amiante, liquides industriels et terres polluées), un important projet photovoltaïque dont l'opérateur est EDF Energies Nouvelles.
Le projet, achevé en septembre 2012, couvre 250 des 500 ha de l'ancienne base militaire. Avec 741 150 panneaux photovoltaïques installés sur 130 ha, c'était à l'époque le plus grand parc photovoltaïque de France et l'un des plus importants en Europe, à cette date avec une puissance installée de 60 MW-crêtes pouvant couvrir les besoins énergétiques (chauffage inclus) de 28 000 habitants. Désormais, le plus grand parc photovoltaïque de France et d'Europe est celui de Cestas, en Gironde, inauguré le 1er décembre 2015.

## Autres projets
La base est également connue pour avoir alimenté l'actualité régionale et nationale, avec l'éventualité de l'implantation du troisième aéroport d'Île-de-France, entièrement consacré au fret, ainsi que pour avoir accueilli à deux reprises des Teknivals, celui de mai 2008 ayant rassemblé près de 25 000 personnes.
Le film Les Chevaliers du ciel de Gérard Pirès a été tourné pour partie sur cette base désaffectée en 2005.